# 傑米揚斯克包圍戰
傑米揚斯克包圍戰（德語：Festung Demjansk or Kessel von Demjansk）是第二次世界大戰德蘇戰爭中蘇聯紅軍對在列寧格勒以南傑米揚斯克附近的德意志國防軍進行的包圍戰。德軍在莫斯科戰役中戰敗撤退後，苏军反攻，其中苏军发动的托罗佩茨-霍尔姆进攻战役使得苏军于1942年2月8日至4月21日包围了德米扬斯克的德军，并在於西南面大約100公里的霍爾姆包围了另一部德军，形成了一个更小的包围圈。

## 包圍
傑米揚斯克攻勢行動的第一階段是由1942年1月7日至5月20日由西北方面軍司令員帕維爾·基里爾英陸軍中將主張實施的，目的是切斷德國第16軍團利用舊魯薩鐵路和傑米揚斯克的德軍聯繫。但由於複雜的林地及沼澤地形和大雪覆蓋，加上德军顽强抵抗，方面軍的初步推進展遲緩。
1942年1月8日，苏军展开「熱澤夫—維亞濟馬戰略攻勢行動」，西北方面軍分为两部分。1月9日至2月6日，南面苏军发动「托羅佩茨—霍爾姆攻勢行動」；1月7日至5月20日，北面苏军发动傑米揚斯克攻勢行動。在1941年—1942年間的冬季，两路苏军包圍了德國第16軍團的第2軍及一部分德國第10軍，其中有第2軍司令瓦爾特·馮·布洛克多夫-阿勒菲爾特伯爵陸軍上將的德軍第12步兵師、第30步兵師、第32步兵師、第123步兵師、第290步兵師和武裝親衛隊骷髏師等90000名德军，還有帝國勞工部、紀律安全警察、托特組織及其它支援單位10000名人員。

## 北方戰線的攻勢

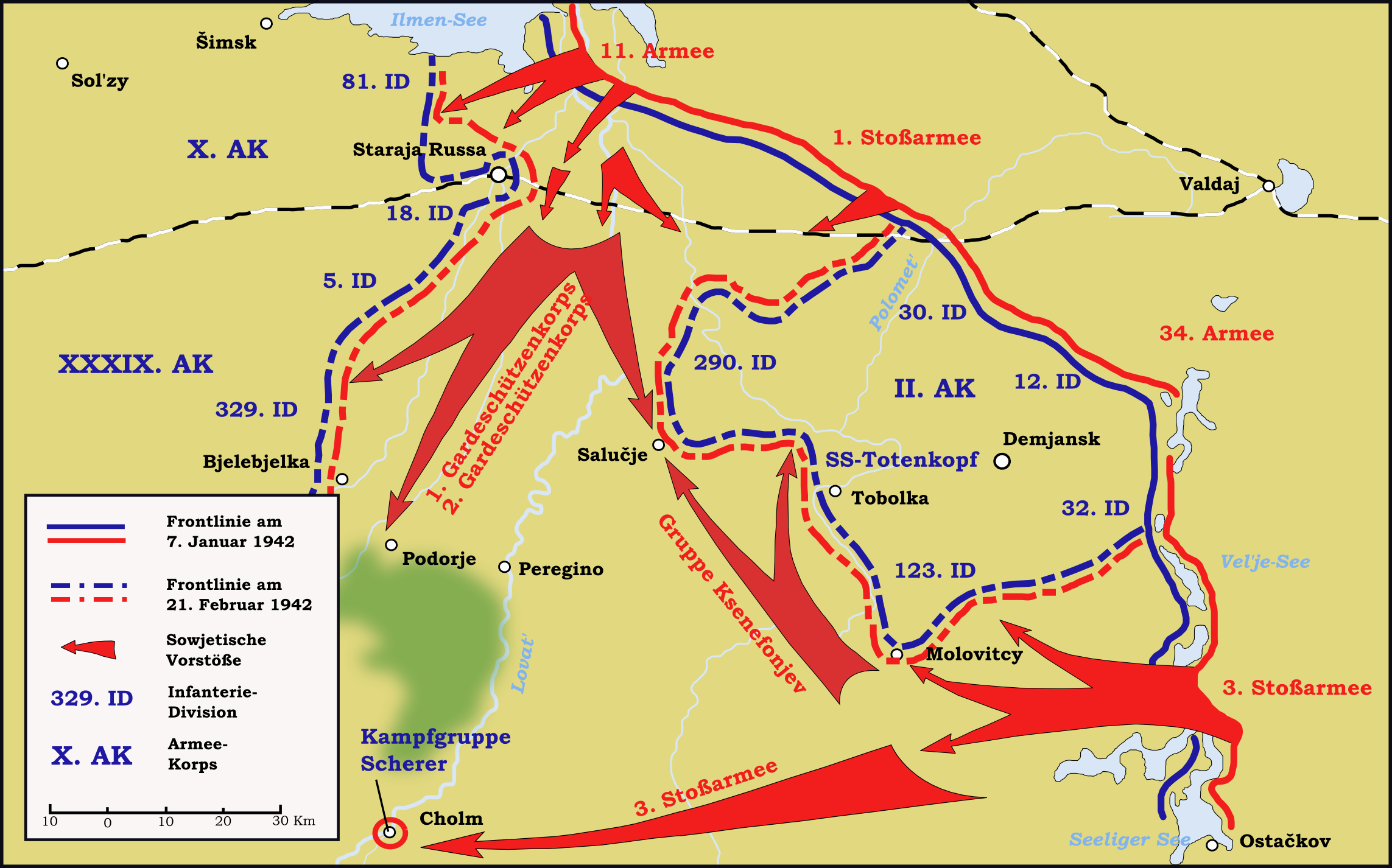
1942年1月7日至2月21日伊爾門湖南方的蘇軍攻勢

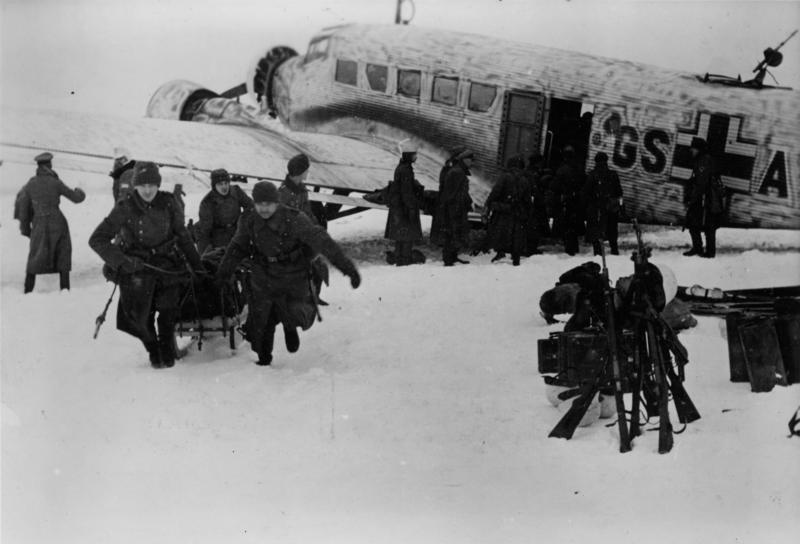
一架Ju 52運輸機降落到傑米揚斯克

西北方面軍包围第2军后，继续包圍第16軍團的整個北翼。最初的進攻由蘇聯第11軍團、第1突擊軍團及由最高統帥部由預備隊分撥出來的第1及第2親衛狙擊軍實施。第2次進攻於2月12日由加里寧方面軍轄下的第3及第4突擊軍團實施，再加入兩個空降旅支援第34軍團直接攻擊被包圍的德軍，戰事後來因崎嶇的地形及惡劣的天氣而平靜下來。
阿道夫·希特勒確定德國空軍第1航空隊能夠每日為被圍的部隊提供270噸物資的補給后，命令被圍的部隊原地堅守等待救援部隊到達。包圍圈內共有兩個位於傑米揚斯克及比斯卡的平坦可用的飛機場。二月中起虽然地面上的積雪仍然深厚，但是天气明显好转，地區的蘇聯空軍實力微弱，轰炸机部队在内的德國空軍運輸力量对包围圈内力量成功进行了补给。
从冬季到春季4个月内，西北方面军5個蘇軍軍團共18個狙擊師及3個旅在拉姆舍夫（Ramushevo）走廊數次進攻，該走廊通過拉姆舍夫（Ramushevo）村而連繫傑米揚斯克與舊魯薩，这数次进攻均被击退。
5月底，蘇聯最高統帥部考慮到整個的總體情況後，預計敵軍將在夏季發動一个新攻勢，決定將其重心轉至莫斯科地區。

## 嘗試突圍

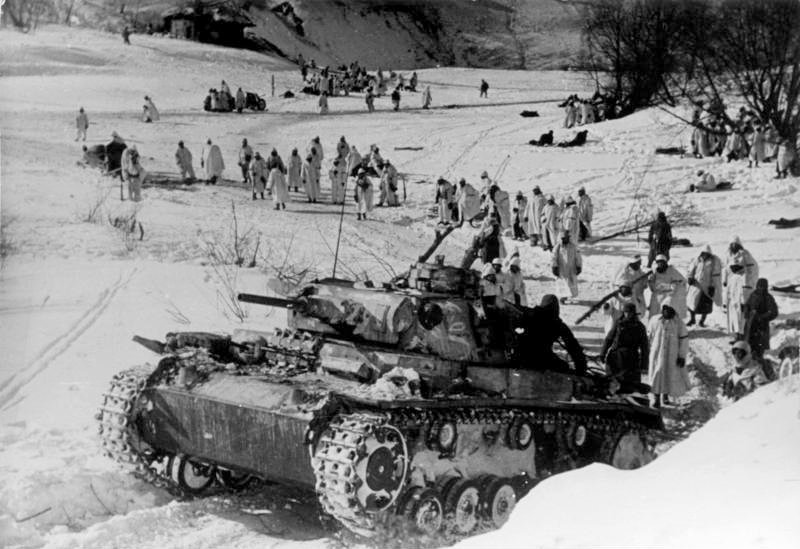
德軍突破傑米揚斯克包圍圈

1942年3月21日德軍在陸軍中將瓦爾特·馮·塞德利茨·庫爾茨巴赫的率領下嘗試經拉姆舍夫（Ramushevo）走廊突破包圍圈，在之後數星期這條走廊不斷被擴闊。一個戰鬥群付出巨大代价后在4月21日突圍。约100,000名被圍的部隊中損失了3,335人，另外超過10,000人受傷。他們的強烈抵抗令蘇聯最高統帥部在關鍵時刻未能將一些戰鬥單位用於其他地方。
從2月初两个包圍圈形成，4月21德米扬斯克突围，至5月5日援军到达解围霍爾姆，兩個包圍圈（包括霍爾姆）共接收了65,000噸補給品（通過地面及空中運輸）、31,000名補充軍及撤出36,000名傷員。双方的空军损失惨重，德國空軍損失了265架飛機，包括106架Ju 52運輸機、17架He 111轟炸機及2架Ju 86轟炸機，另外還損失了387名飛行員。蘇聯空軍損失了408架飛機，包括攻擊包圍圈的243架戰鬥機。
德國空軍支援行動的成功令帝國元帥赫爾曼·戈林及希特勒相信他們發展出一些方法和戰術以確保在東線成功實施空運行動，这些经验当然有用，但这需要足够的运输机，后来的斯大林格勒战役和苏军发动的科尔松-舍甫琴斯基攻势就说明了这一点。在德米杨斯克只有1个军（大约1个集团军的33%）共6个师被围，在斯大林格勒则是整个及大规划加强的集团军被围；而且在德米杨斯克及霍尔姆每日只需要大约265吨补给品，但第6集团军每日估计需要最少700吨至800吨的物资；运输路程更长；苏联空军组织良好得多的阻击导致空中運輸部队损失巨大，作战地区中更缺乏良好的基礎設施，使得德国空军没有足够的力量向斯大林格勒的守军进行补给，斯大林格勒德军最终补给耗尽选择投降。
不过在1944年苏联解放乌克兰时，苏军在科尔松-舍甫琴斯基攻势中包围了6万德军，他们被称为施特莫尔曼团。在斯大林格勒战役中投降的塞德利茨向包围圈内的德军喊话劝降无效后，苏军装甲部队开始进攻。希特勒提供了燃料和军火的空运补给。向6万人提供支援要比向斯大林格勒包围圈内的30万人提供支援容易得多，胡贝也带领的第一装甲集团军前来解围，施特默尔曼团还有远超斯大林格勒战役突围力量的装甲部队，德军渡过了格尼诺依-季基奇河，与对岸的主力汇合，大约一半的德军渡河成功，但许多德军被淹死，第11军军长施特莫尔曼中弹身亡，来不及渡河的1.8万人被俘。
在這地區的戰鬥一直持續至1943年2月28日。蘇軍直至1943年3月1日因德軍後撤才解放傑米揚斯克，由於卓越的指揮，特別是其精銳單位的激烈戰鬥，武裝親衛隊第3骷髏師的武裝親衛隊上將西奧多·艾克在1942年5月20日成為第88名獲得橡葉騎士鐵十字勳章的軍官。